# Ghiacciaio Beaumont
Il ghiacciaio Beaumont (in inglese Beaumont Glacier) è un ampio ghiacciaio situato sulla costa di Black, nella parte orientale della Terra di Palmer, in Antartide. Il ghiacciaio, il cui punto più alto si trova a circa 250 m s.l.m., fluisce in direzione nord-est, scorrendo tra i colli Holmes, a nord-ovest, e i monti Du Toit, a sud-est, fino ad entrare nel lato sud-occidentale dell'insenatura di Hilton, andando così ad alimentare la piattaforma glaciale Larsen D.

## Storia
Il ghiacciaio Beaumont fu scoperto da alcuni membri del Programma Antartico degli Stati Uniti d'America durante una ricognizione aerea del dicembre 1940. Nel 1947 il ghiacciaio fu nuovamente avvistato da membri della spedizione antartica condotta tra il 1947 e il 1948 al comando di Finn Rønne e proprio Ronne lo ribattezzò così in onore della cittadina di Beaumont, in Texas, come ringraziamento per il supporto dato alla sua spedizione dagli abitanti di questa città e in particolare dalla sezione di Beaumont dell'associazione "Figlie della Repubblica del Texas" (in inglese: "Daughters of the Republic of Texas").